# Sandrine Josso
Pour les articles homonymes, voir Josso.
Sandrine Josso, née le 19 septembre 1975 à Guérande (Loire-Atlantique), est une femme politique française.
Membre de l'Alliance centriste puis de La République en marche (LREM) jusqu’en 2019, elle est députée de la septième circonscription de la Loire-Atlantique depuis 2017. À l'Assemblée, elle est membre successivement du groupe LREM, du groupe Libertés et territoires, des non-inscrits, puis du groupe démocrate.

## Biographie

### Débuts en politique
Conseillère municipale d’Herbignac, elle fait partie de l'opposition de 2014 à 2015. Elle est membre de l'Alliance centriste de 2015 à 2016. Elle est remplaçante de Catherine Bailhache-Touguet, candidate du MoDem, aux élections départementales de 2015.

### Députée de laXVelégislature
En 2017, elle adhère à La République en marche. Lors des élections législatives de cette année, elle bat au second tour le candidat LR, Franck Louvrier, ancien directeur de communication de Nicolas Sarkozy.
Sandrine Josso est commissaire au développement durable et à l’aménagement du territoire et déléguée à l’Outre-mer. Engagée dans l’aménagement du territoire elle a été désignée au sein de la commission départementale de Loire-Atlantique pour l’attribution des dotations d’équipements des territoires ruraux (DETR). Elle est également présidente du groupe d’études « Impact des changements climatiques ». Son action est marquée par son soutien à la filière salicole. Elle souhaite que les paludiers puissent obtenir le statut d'agriculteur, en portant une proposition de loi avec les députés Yannick Haury et Stéphane Buchou.
En juin 2019, Sandrine Josso quitte LREM et son groupe parlementaire, ne trouvant « plus le sens initial » de son engagement et ayant le sentiment de « perdre [s]on énergie ». Elle rejoint le groupe Libertés et territoires. Ayant l'intention de rejoindre le nouveau groupe Écologie démocratie solidarité, au printemps 2020, elle renonce quelques heures avant la conférence de presse annonçant son lancement. Elle quitte le groupe Libertés et territoires en septembre 2020 et rejoint le groupe du Mouvement démocrate (MoDem). Elle participe à la fondation du parti des « macronistes de gauche » Les Nouveaux Démocrates en décembre 2020.
En octobre 2019, elle s'abstient en première lecture de la loi bioéthique, déclarant être opposée à la PMA pour les femmes seules.
À l'Assemblée, elle est rapporteure de la commission d'enquête sur les obstacles à l'indépendance du pouvoir judiciaire.
Elle présente en février 2021 à la ministre de la Transition écologique, Barbara Pompili, un rapport sur la santé environnementale.
À la suite du dépôt de plainte d'une collaboratrice parlementaire en octobre 2020, le parquet de Saint-Nazaire ouvre une enquête pour « abus de confiance ». Cette collaboratrice, malgré ses relances, n'a pas été remboursée d'un crédit accordé en octobre 2018 pour venir en aide à la députée.

### Élections municipales de 2020
En 2020, elle se présente aux élections municipales à La Baule-Escoublac. Sa liste obtient 4,2 % des voix au premier tour. Le scrutin est remporté par la liste menée par Franck Louvrier, qu'elle avait battu en 2017 aux élections législatives.
En janvier 2021, elle est condamnée par le tribunal administratif de Nantes à une peine d'inéligibilité d'un an pour ne pas avoir présenté dans les temps ses comptes de campagne dans le cadre de ces élections municipales. Elle ne fait pas appel de cette condamnation.

### Députée de laXVIelégislature
En mai 2022, elle reçoit l'investiture de la coalition présidentielle Ensemble pour se représenter dans sa circonscription, au titre du MoDem. Elle gagne au second tour contre la candidate du PCF présentée par la Nupes, avec 57,06 % des voix. 
Elle est réélue en 2024 avec 59 % des voix au second tour face au candidat LR/RN Michel Hunault après avoir bénéficié du retrait de la candidate de gauche Véronique Mahé au nom du « front républicain ».

## Résultats électoraux

### Élections législatives
| Année | Parti | Parti | Circonscription           | 1er tour | 1er tour | 1er tour | 2d tour | 2d tour | 2d tour |
| Année | Parti | Parti | Circonscription           | Voix     | %        | Rang     | Voix    | %       | Issue   |
| ----- | ----- | ----- | ------------------------- | -------- | -------- | -------- | ------- | ------- | ------- |
| 2017  |       | LREM  | 7e de la Loire-Atlantique | 24 615   | 42,9     | 1re      | 26 377  | 61,1    | Élue    |
| 2022  |       | MoDem | 7e de la Loire-Atlantique | 13 108   | 22,5     | 2e       | 31 074  | 57,1    | Élue    |
| 2024  |       | MoDem | 7e de la Loire-Atlantique | 23 489   | 28,49    | 1re      | 48 531  | 59,9    | Élue    |

### Élections municipales
| Année | Parti | Parti | Commune            | Position      | 1er tour | 1er tour | 1er tour | Sièges (CM) |
| Année | Parti | Parti | Commune            | Position      | Voix     | %        | Rang     | Sièges (CM) |
| ----- | ----- | ----- | ------------------ | ------------- | -------- | -------- | -------- | ----------- |
| 2020  |       | DVC   | La Baule-Escoublac | Tête de liste | 286      | 4,2      | 6e       | 0 / 33      |

## Affaires judiciaires

### Conflit avec son attachée parlementaire
Sandrine Josso est en conflit avec son ancienne attachée parlementaire, qui l'attaque pour ne pas avoir remboursé une somme de 10 000 euros qu'elle dit lui avoir prêtée en octobre 2018, ce qui conduit la justice à ouvrir une enquête pour « abus de confiance ». Selon l'avocate de la députée, il s'agit simplement d'un « coup de pouce financier », et non d'un prêt. Le 30 juin 2021, le juge de l'exécution autorise la collaboratrice à faire pratiquer sur le compte à la Banque postale de la députée une saisie conservatoire de 6 666,60 euros. L'attachée parlementaire est cependant déboutée en référé en juin 2022, le tribunal jugeant que cette affaire n'est pas du ressort des référés et doit être jugée sur le fond.
D'après Mediapart, plusieurs de ses anciens attachés parlementaires critiquent la « légèreté » de Sandrine Josso, une députée peu impliquée dans l’hémicycle. L'un d'eux serait en rupture avec elle également pour des « motifs financiers ». Toujours selon le journal, Sandrine Josso pourrait avoir cherché à rembourser sa collaboratrice sur fonds publics en lui versant deux primes de 3 500 euros.

### Comptes de campagne pour les élections municipales de 2020
En février 2021, Sandrine Josso est condamnée par le tribunal administratif de Nantes à une peine d'inéligibilité d'un an pour avoir tardé à rendre ses comptes de campagne pour les élections municipales de 2020.

### Plainte contre Joël Guerriau
En novembre 2023, elle porte plainte contre le sénateur Joël Guerriau, l'accusant de l’avoir droguée à son insu. Après un dîner chez lui, elle indique avoir été prise de malaise et avoir quitté les lieux précipitamment. Elle s'est alors rendue à l'hôpital pour y subir des examens et des analyses ont révélé la présence d’ecstasy dans son organisme,,. Joël Guerriau est mis en examen et placé sous contrôle judiciaire, et suspendu de son parti Horizons et de son groupe parlementaire au Sénat.
Son avocate a fait savoir que la députée était choquée et qu'elle avait dû faire preuve de beaucoup de courage pour s'échapper de l'appartement. Elle évoque également un profond sentiment de trahison puisqu'elle entretenait des relations d'amitié avec le sénateur depuis environ dix ans.[pertinence contestée]